# Бароне, Энрико
Энри́ко Баро́не (итал. Enrico Barone; 22 декабря 1859, Неаполь — 14 мая 1924, Рим) — итальянский офицер, военный историк и экономист.

## Биография
До начала военной карьеры Энрико Бароне изучал математику и классическую литературу. Восемь лет с 1894 г. посвятил изучению военной истории, написал несколько значительных работ в этой области. В 1902 был назначен начальником исторического отдела генерального штаба. Ушёл в отставку в 1906 году, после чего занимался исследованиями в области экономической науки. В 1910 г. получил место на кафедре политической экономии в Передовом институте экономики и торговли в Риме.
Для Бароне характерна широта научных интересов в экономике. Ему принадлежит несколько новаций в области неоклассической экономической теории. Он основоположник теории «индексных номеров». Исследуя эффективность по Парето, впервые сформулировал условия совершенной конкуренции. Его называют основателем чистой теории социализма, в 1908 г. он представил математическую модель коллективной экономики для определённых условий.

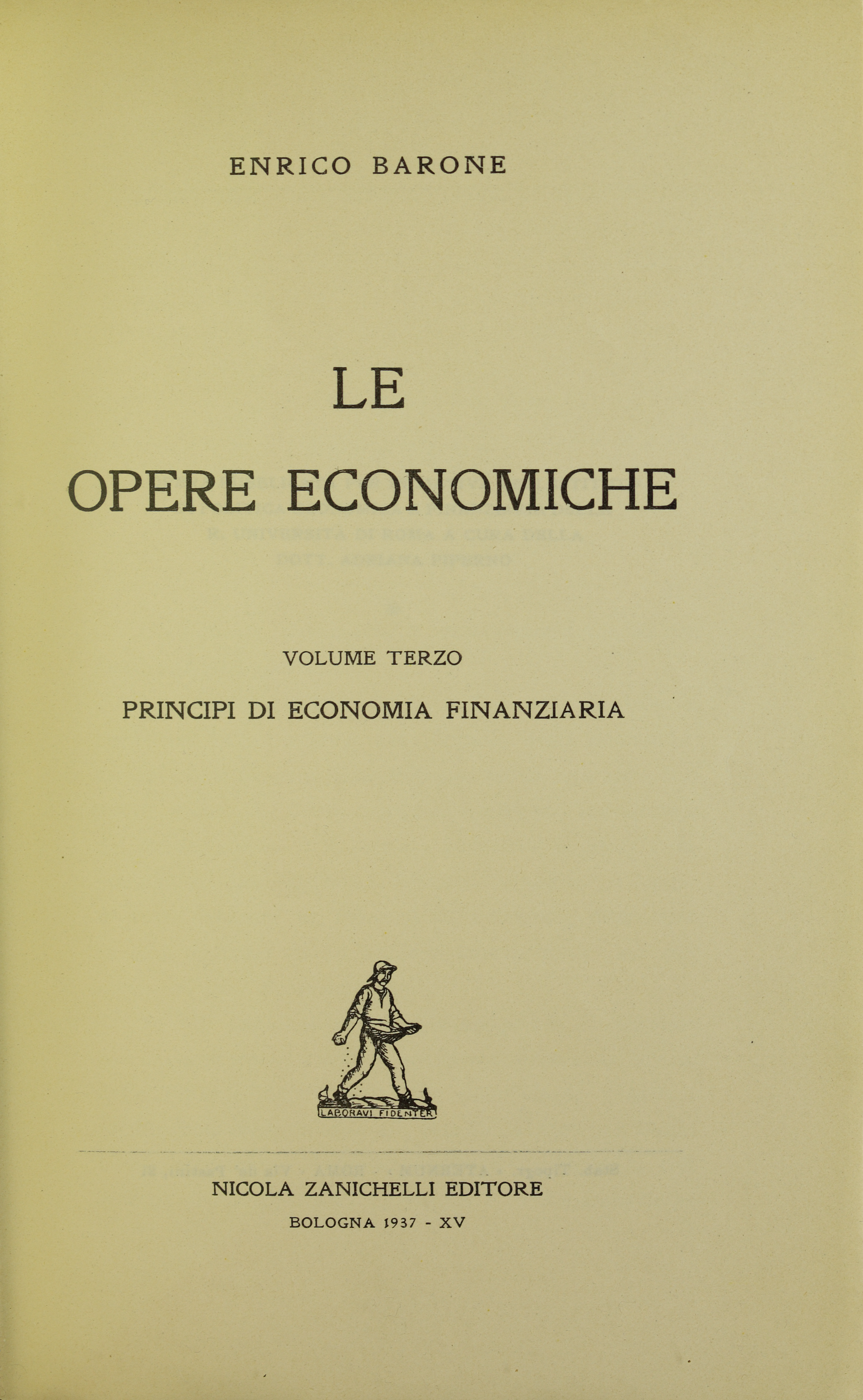
Principi di economia finanziaria, 1937

## Список произведений
- «Sopra un Libro del Wicksell», 1895, Giornale degli Economisti
- «Studie sulla Distribuzione», 1896, Giornale degli Economisti
- «Il Ministro della Produzione nello Stato Collettivista», 1908, Giornale degli Economisti.
- «Principi di Economia Politica», 1908.
- «Studi di economia finanziaria», 1912, GdE